# Tamariskväxter
Tamariskväxter (Tamaricaceae) är en familj i ordningen Caryophyllales med fem släkten och 90 arter. De är hör hemma i torra områden i Eurasien och Afrika. De flesta arterna förekommer från Medelhavsområdet till Centralasien. Med sina 55 arter är tamarisksläktet (Tamarix) det största i familjen.
Klådris (Myricaria germanica), i klådrissläktet (Myricaria), är den enda arten som förekommer naturligt i Sverige, men ytterligare några arter odlas som trädgårdsväxter.